# Loscertales
Loscertales (en aragonés Lacertals) es una localidad de la comarca Hoya de Huesca, que pertenece al municipio de Loporzano en la provincia de Huesca, España. Situado al extremo de una llanura, su distancia a Huesca es de 13 km.

## Demografía
| 1970 | 2000 | 2002 | 2004 | 2006 | 2008 |
| ---- | ---- | ---- | ---- | ---- | ---- |
| ?    | 5    | 5    | 6    | 5    | 4    |

## Historia
En 1259 el lugar es donado por Eximino de Foces junto a su castillo, la villa de Foces y Coscullano a los caballeros de la Orden de San Juan de Jerusalén.

## Monumentos
- Iglesia de la Epifanía del Señor